# Mel Peterson
Melvin Lowell « Mel » Peterson, né le 23 mars 1938, à Thief River Falls, dans le Minnesota, est un ancien joueur américain de basket-ball. Il évolue aux postes d'arrière et d'ailier

## Palmarès
- Champion ABA 1969
- Vainqueur des Jeux panaméricains de 1963